# Leonfeldner Kantorei
Die Leonfeldner Kantorei ist ein  österreichischer Amateurchor. Er will anspruchsvolle A-cappella-Literatur sowie Volkslieder der engeren Heimat, die teilweise nur noch mündlich überliefert sind, aufzuführen. Darüber hinaus ist er bestrebt, zusammen mit größeren Orchestern Kantaten, Messen und Oratorien aufzuführen. Sein besonderes Interesse gilt auch der Interpretation von Werken des 20. und 21. Jahrhunderts, insbesondere von oberösterreichischen Komponisten.

## Geschichte
Die Leonfeldner Kantorei wurde 1989 von Elisabeth Pfeiler gegründet. Sie erhielt Einladungen ins Linzer Brucknerhaus und zu Konzerten im Rahmen der Reihe „Musica sacra“ in Linz. Außerdem wirkte der Chor bei Konzertmitschnitten und Fernsehaufnahmen durch den Österreichischen Rundfunk mit.

### Wettbewerbe und besondere Auftritte
- Chorwettbewerb des Oberösterreichisch-Salzburgischen Sängerbundes – 1. Preis mit Auszeichnung (1995)
- Offizieller Vertreter der „Arbeitsgemeinschaft Alpenländischer Chorverbände“ beim Schubert-Chorfestival in Wien (1997)
- Int. Chorbewerb im Schloss Porcia in Spittal/Drau – 1. Preis in der Kategorie „Volkslied“ (1999)
- Internationale Sängerchorfestspiele in Vlachovo Březí (Tschechische Republik) – 1. Preis (1999)
- Festkonzert anlässlich der Feierlichkeiten „50 Jahre Österreichischer Sängerbund“ im Wiener Rathaus (1999)
- 1. Chorolympiade in Linz – Silbermedaille in der Kategorie „Gemischte Kammerchöre“ (2000)
- Mühlviertler Chortag des Chorverbands Oberösterreich – 1. Preis (2001)
- Konzert im Rahmen der Konferenz der Kunst- und Kulturminister der Länder Süd- und Südosteuropas sowie der EU-Beitrittsländer in Linz  (2003)
- Konzert im Rahmen des „Emmy Destinn International Music Festival“ in Třeboň  (Tschechische Republik) (2005)
- „15th International Festival of Advent and Christmas Music with Petr Eben Award“ in Prag – Goldmedaille in der Kategorie Kammerchöre sowie Sonderpreis „Petr Eben Award“ für die beste Interpretation einer Komposition von Petr Eben (2005)
- Chorwettbewerb „Austria Cantat“ in Graz (Ö) – 1. Preis und Prädikat „Ausgezeichnet“ (2006)
- International Krakow Choir Festival „Cracovia Cantans“ (Polen) – 1. Preis und Verleihung der „Golden Polyhymnia“ (2012)

### Konzertreisen
- Namibia (1994)
- Italien (1995)
- Brasilien (1996)
- Bundesrepublik Deutschland (1997)
- Mexiko (1999)
- Namibia und Südafrika (2001)
- USA (2004)
- Kuba (2007)

### Uraufführungen
- „Der Siebte Tag“ des oö. Komponisten Jo Matscheko – geistliches Werk, das in die Bereiche der Computer-Experimental-Musik vordrang (1996)
- „Am Anfang“ des oö. Komponisten Alois Wimmer – Auftragswerk (1997)
- „Eisenwurzenmesse“ (Messe für Chor, Bläser, Synthesizer, Musikcomputer und Video) des oö. Komponisten Helmut Gugerbauer – Auftragswerk des Oberösterreichisch-Salzburgischen Sängerbundes (1998)
- „Herrgott, du bist Anfang und End“ – Mundartmesse von Fridolin Dallinger (Musik) und  Hans Dieter Mairinger (Text) (2002)

## Diskographie
- CD „Rundumadum – Volksmusik aus dem Mühlviertel“ (1993)
- CD „Weihnachten und Advent in den Bergen“ mit den St. Florianer Sängerknaben (1994)
- CD „Weinberger Advent“ gemeinsam mit dem Trompetensolisten Hans Gansch und dem Bläserensemble „Pro Brass“ (1996)
- CD „Pyromantic Symphony“ mit dem österreichischen Künstler LANVALL Arne R. Stockhammer (1997)
- CD „i bei dir   du bei mir“ (2001)
- CD „Chorpackung“ (2008)